# 窪田愛
窪田 愛（くぼた あい、7月26日 - ）は、日本の女性声優。奈良県出身。ネクシード預かり所属。

## 略歴
ワタナベエンターテインメントカレッジ、ネクシード付属養成所アンド卒業。

## 人物
趣味はベース、ボクササイズ、読書。

## 出演作品

### ゲーム
- マブラヴ：ディメンションズ（ジークリンデ・フォン・ファーレンホルスト）
- BUSTAFELLOWS season2（レネ）
- トリニティ・ギアーズ（シフェル・W・バイエリッシェ）

### 吹き替え

#### 映画
- アルマゲドン2022（ニーナ）
- KCIA 南山の部長たち（モデル）
- サウンド・オブ・サイレンス（アリス）
- ザ・コマンドー（ナタリー）
- 真・西遊記（鏡妖、三聖母）
- 神龍ドラゴン・ライダー（妖怪美女）
- デイ・アフター・トゥモロー2021（アンドレア）
- ニューオーダー（ピラール、クリスティーナ 他）
- ファイナル・スコア（少年）
- ブラック・フライデー!（アニータ、グレイシー）
- リベンジ・クイーン 封神:妲己（紅蓮）

#### ドラマ
- アストリッドとラファエル 文書係の事件録（カップル女 他）
- NCIS 〜ネイビー犯罪捜査班（キャロリン 他）
- オールモスト・ネバー 夢みるバンド物語（ファン女 他）
- こちらベスト探偵団（モーディー）
- スーパーセックス（モアナ、ガブリエーレ〈幼少期〉）
- 成りあがり者（ヘンリエッタ、マーシャ）

#### アニメ
- キャッチ!ティニピン（シンディ）

### ボイスオーバー
- エージェント・オブ・ミステリー（電子音声）
- 野生動物を救え!（カトリーナ、ロージー）

### ナレーション
- インターシステムズジャパン

### CM
- シンシアセキュリティ 漫画CM 第2弾 真の警備伝承者「雑踏警備」（男の子）
- ディープラス カーリース編、…と言えば編、ラップ編
- マッチスル（キョウカ）